# Bitwa pod Legnicą (1634)
Bitwa pod Legnicą (również: bitwa pod Lipcami, bitwa pod Ulesiem) – starcie zbrojne, które miało miejsce 13 maja 1634 w czasie wojny trzydziestoletniej, pomiędzy wojskami saskimi pod dowództwem Johanna Georga von Arnima a wojskami cesarskimi Fryderyka II Habsburga dowodzonymi przez generała Hieronima Colloredo, jednego z czołowych dowódców armii cesarskiej w czasie wojny trzydziestoletniej .
W bitwie po stronie wojsk saskich walczyło 8 regimentów kawalerii i 5 regimentów piechoty . 
Po stronie wojsk cesarskich walczyło 13 regimentów jazdy i 3 regimenty piechoty .
W wyniku bitwy wojska cesarskie poniosły klęskę . 
Straty wojsk cesarskich wyniosły 4000 zabitych i 1400 jeńców wojennych .
Po stronie saskiej zginęło lub zostało rannych 1000 osób . 